# Elvira Ramírez
Elvira Ramírez (circa 934 – circa 986) fue hija de Ramiro II de León y Urraca Sánchez, y hermana de los reyes Ordoño III y Sancho I.

## Biografía
Hacia los doce años la hicieron profesar como religiosa en el monasterio de San Salvador. Durante el reinado de su hermano Ordoño III su nombre se ve marginado, volviendo a tener relevancia durante el reinado de Sancho figurando en la documentación en la cesión a un monasterio.
Actuó de regente durante los primeros años del reinado de su sobrino Ramiro III.  Proclamado a la edad de cinco años, Elvira Ramírez actuó como regente. Según Justiniano Rodríguez había dos partidos nobiliarios siendo Elvira Ramírez la que encabezaba uno de esos partidos mientras que el otro lo encabezaba Teresa Ansúrez, madre del rey. El primer grupo ejerció el poder hasta la derrota en San Esteban de Gormaz en 975.
Favoreció la influencia y la inmigración de navarros.